# Jerold T. Hevener
Jerold T. Hevener est un acteur et réalisateur du cinéma américain né en 1873 et mort à une date inconnue.

## Filmographie

### En tant qu'acteur
- 1912 : The Dream of a Moving Picture Director de Edwin Middleton (CM)
- 1912 : The Widow Casey's Return (CM)
- 1912 : Just Pretending (CM) Mr. Mills - the Father
- 1912 : A Prize Package (CM) Sam
- 1912 : A Red Hot Courtship (CM) : Hoyt Heffoner
- 1912 : His Pair of Pants (CM)
- 1912 : Once Was Enough (CM) John Strongheart
- 1913 : A Guilty Conscience de Jerold T. Hevener (CM) : Chris Tyler
- 1913 : An Accidental Dentist de Jerold T. Hevener (CM) : Policeman Murphy (comme J.T. Hevener)
- 1913 : A Motor-Boat Party de Jerold T. Hevener (CM) Jerry Jones
- 1913 : Wild Man for a Day de Jerold T. Hevener (CM)
- 1913 : Mr. Jinks Buys a Dress (CM) : Mr. Jinks
- 1914 : Taming Terrible Ted de Arthur Hotaling (CM)
- 1914 : Antidotes for Suicide de Arthur Hotaling (CM)
- 1914 : Getting Even de Arthur Hotaling (CM)
- 1914 : The Bully's Doom (CM)
- 1914 : Building a Fire (CM) : Mr. Jones
- 1914 : He Won a Ranch de Arthur Hotaling (CM) : Isaac Rosenstein
- 1914 : A Fool There Was de Frank Griffin (CM) George
- 1914 : Jealous James (CM) Jim Jenkins
- 1914 : His Suicide de Jerold T. Hevener (CM)
- 1915 : What He Forgot de Jerold T. Hevener (CM) Bill Bailey
- 1915 : Cupid's Target de Jerold T. Hevener (CM) : Marty
- 1915 : When Mother Visited Nellie de Arthur Hotaling (CM)
- 1915 : Percival's Awakening de Arthur Hotaling (CM)
- 1915 : A Lucky Strike de Arthur Hotaling (CM) Thomas Gray
- 1915 : Matilda's Legacy de Arthur Hotaling (CM) : Si Dewberry
- 1915 : Her Choice de Albert G. Price (CM) : Count Lamont
- 1915 : All for a Girl de Roy Applegate (CM) : Count Barony (comme Jerold Hevener)
- 1915 : Horrible Hyde de Howell Hansel (it) (CM)
- 1915 : Simon, the Jester de Edward José : Professor Anatasius Papdopoulos (comme Jerold Hevener)
- 1916 : Leave It to Cissy de Edwin Middleton (CM)
- 1916 : In the Night de Harry Myers (CM)
- 1916 : Object -- Matrimony de Harry Myers (CM)
- 1916 : Edison Bugg's Invention de Jerold T. Hevener (CM)
- 1916 : A Terrible Tragedy de Jerold T. Hevener (CM) : Emile Scribbler
- 1917 : The Hash House Mystery de Harry Myers (CM)

### En tant que réalisateur
- 1912 : Once Was Enough (CM) (non confirmé)
- 1913 : A Guilty Conscience (CM)
- 1913 : An Accidental Dentist (CM)
- 1913 : A Motor-Boat Party (CM) (non confirmé)
- 1913 : Wild Man for a Day (CM) (non confirmé)
- 1913 : The Female Detective (CM)
- 1914 : The Female Cop (CM)
- 1914 : He Was Bad (CM)
- 1914 : The Smuggler's Daughter (CM) (comme J.T. Hevener)
- 1914 : Only Skin Deep (CM)
- 1914 : The Soubrette and the Simp (CM)
- 1914 : His Suicide (CM)
- 1915 : What He Forgot (CM)
- 1915 : Cupid's Target (CM)
- 1915 : The Prize Baby (CM)
- 1915 : Safety Worst (CM)
- 1915 : The Crazy Clock Maker (CM)
- 1916 : Edison Bugg's Invention (CM)
- 1916 : A Terrible Tragedy (CM)
- 1916 : It Happened in Pikesville (CM)